# Montecalvo Versiggia
Montecalvo Versiggia là một đô thị ở tỉnh Pavia trong vùng Lombardia của Ý, có cự ly khoảng 60 km về phía nam của Milan và khoảng 25 km về phía đông nam của Pavia. Tại thời điểm ngày 31 tháng 12 năm 2004, đô thị này có dân số 574 người và diện tích là 11,2 km².
Montecalvo Versiggia giáp các đô thị sau: Canevino, Golferenzo, Lirio, Montalto Pavese, Rocca de' Giorgi, Santa Maria della Versa, Volpara.